# Endothenia lapideana
Endothenia lapideana es una especie de polilla del género Endothenia, categorizada en la tribu Olethreutini, de la subfamilia Olethreutinae.

## Distribución
Se distribuye por Hungría.

## Taxonomía
Fue descrita por Herrich-Schaffer en 1851 y publicada en (Tortrix (Penthina)), Syst. Bearbeitung Schmett. Eur. 4: 231.